# 金太郎 (1943年生)
金 太郎（キム・テラン、朝鮮語: 김태랑/金太郞、1943年10月1日 - ）は、大韓民国の政治家。第15代韓国国会議員。本貫は金海金氏。

## 経歴
日本統治時代の慶尚南道昌寧郡出身。大建高等学校、釜山水産大学（現・釜慶大学校）卒。延世大学校経営大学院修了。民主回復国民会議釜山・慶南運営委員、平和民主党金大中総裁組織秘書・秘書室次長・党組織局長、国民会議事務副総長・金大中総裁特別補佐官、新千年民主党慶尚南道支部長、国会事務総長（2006〜2008年）、大韓民国憲政会理事、統合民主党顧問、民主党党務委員を務めた。

## 不祥事
2014年2月、2010年に既に有罪判決を受けた某元郡守の家族から光復節特赦の斡旋の請託を受け、9千5百万ウォンを受け取った容疑により、検察に拘束・収監された。同年7月に懲役10か月、追徴金9千5百万ウォンの有罪判決を受けた。